# Lola Montès
|  | Per a altres significats, vegeu «Lola Montes». |

Lola Montès és una pel·lícula francesa realitzada en color, en format cinemascope 2.55 i en estereofonia per Max Ophüls, estrenada el 1955. Inspirada en la vida (explicada per Cécil Saint-Laurent) de la cèlebre ballarina i cortesana del segle xix Lola Montez, que va ser íntima de Franz Liszt i de Lluís I de Baviera, interpretada per l'actriu Martine Carol. Ha estat doblada al català.

## Argument
Lola Montes (Martine Carol), cortesana i ballarina famosa a tot Europa, va ser l'amant de grans homes com el músic hongarès Franz Liszt o Lluís II de Baviera. Ja en l'ocàs de la seva carrera, va treballar en un circ de Nova Orleans (Louisiana), on realitzava un número acrobàtic mentre un mestre de cerimònies (Peter Ustinov) narrava al públic la seva escandalosa vida.

La pel·lícula és construïda sobre 
| « | la indecència dels espectacles fundats en l'escàndol […] on l'amor i els diners s'intercanvien indiferentment, on la celebritat és una mercaderia. | » |

 Filmat per una càmera creativa i virtuosa de la lleugeresa, el seu guió descriu en una paràbola tràgica la fi de la vida de l'heroïna: vinguda a menys, és literalment reduïda a l'estat d'animal de fira havent d'imitar, exiliada a Nova Orleans, la seva pròpia existència per sobreviure. Lola Montès  es va beneficiar d'una acollida entusiasta de part de nombrosos cinèfils i cineastes, entre els quals Jean Cocteau, Jean-Luc Godard, Jacques Rivette, Jacques Tati o Roberto Rossellini. Per la seva part François Truffaut no va vacil·lar a acostar-se a l'originalitat de la seva estructura narrativa múltiples vegades darrere de la del  Ciutadà Kane d'Orson Welles. Per contra, la pel·lícula tingué un fracàs comercial ressonant. Els productors van imposar llavors al realitzador, que va morir poc després, dues versions mutilades, doblades, escurçades i tornades a muntar contra el seu grat.
El 1966, la societat Les Films du Jeudi del productor Pierre Braunberger va recomprar els drets d'explotació de la pel·lícula. Quatre decennis més tard, l'impuls donat per la seva filla, Laurence Braunberger, va permetre ressuscitar-la. Sota l'ègida de la Filmoteca francesa i amb l'ajuda del mecenatge, es va dur una restauració excepcional: la varietat de les paletes de colors, l'amplitud del so, la llengua original dels diàlegs, així com el muntatge de l'autor i el format de la pel·lícula. Aquesta versió ha estat autoritzada pel mateix fill del realitzador, Marcel Ophüls.
Presentada en el 62è Festival de Canes, Lola Montès  pot ser considerada com fidel als desitjos de Max Ophüls. La seva estrena pública en sales va tenir lloc, després dels Estats Units, a França el 5 de desembre de 2008; una verdadera resurrecció d'una obra mestra de la història del cinema (Le Monde, Télérama, Le Nouvel Observateur…) 

## Repartiment
- Martine Carol: Lola Montès
- Peter Ustinov: el genet
- Anton Walbrook: El Rei Lluís I de Baviera
- Ivan Desny: el tinent James
- Henri Guisol: Maurice
- Lise Delamare: Mrs Craigie
- Paulette Dubost: Joséphine
- Oskar Werner: l'estudiant
- Will Quadflieg: Franz Liszt
- Jean Galland: El secretari particular
- Béatrice Arnac: Circus Rider
- Helena Manson
- Germaine Delbat
- Willy Eichberger
- Jacques Fayet
- Friedrich Domin
- Werner Finck